# 아이즈반게정
아이즈반게정(일본어: 会津坂下町 아이즈반게마치[*])은 일본 후쿠시마현 가와누마군의 정이다.

## 지리
아이즈 분지 서부에 위치한다. 마을 중심부를 기준으로 동쪽은 분지가 넓게 펼쳐져 비교적 평평하며 논이 많고 서쪽은 산과 숲이 많다. 마을의 동쪽에서 북쪽으로 아가강이 흐르고 있으며, 서쪽에는 다다미강이 흐른다. 예로부터 교통의 요충지로 번영했다. 에도 시대에는 구 사카시타에서 매월 음력 14일에 시장이 열렸다. 사카시타정에서 3리(미터법으로 환산하면 약 12km) 이내에는 시장을 세우지 말라는 아이즈번(会津藩)의 지시가 있어 상업과 유통의 중심지로 보호받았던 역사가 있다. 와카마쓰, 기타카타, 다카다에서 각각 3리이므로 '사카시타의 바카삼리'라고도 불렸다.
1611년 아이즈 지진 발생 당시 기타카타시 야마시나 지구에 해당하는 지역에서 발생한 산사태로 인해 아가강이 막혀 야마시나호(山科湖)가 생겨 에치고 가도의 위치가 국도 49호선 부근까지 북쪽으로 옮겨졌다. 이를 통해서도 알 수 있듯이 아이즈 분지에서도 가장 고도가 낮은 곳에 위치한다. 히로세 지역의 지명은 당시 이 야마시나 호수에 잠겨 있었던 데서 유래한다. 이 둑으로 막힌 호수는 50년 정도 존재했으며, 이를 해소한 것은 아이즈번주 호시나 마사유키(保科正之)였다고 한다.
또한 누마타 가도(아이즈반게정~군마현 누마타시)의 기점이 구 에치고 가도의 가네쓰키 고개 입구에 있으며, 이곳에서 시치오리 고개(국도 49호선)를 거쳐 오쿠아이즈, 오제가 원점인 군마현 가타후네를 거쳐 누마타에 이르는 주요 가도였다.

## 역사
- 1955년 4월 1일 - 반게정, 와카미야촌, 가나가미촌, 히로세촌, 가와니시촌, 야와타촌 등 6개 정·촌이 합병해 아이즈반게정이 신설되었다.
- 1960년 8월 1일 - 아이즈반게정에 다카사토촌의 일부가 편입되었다.

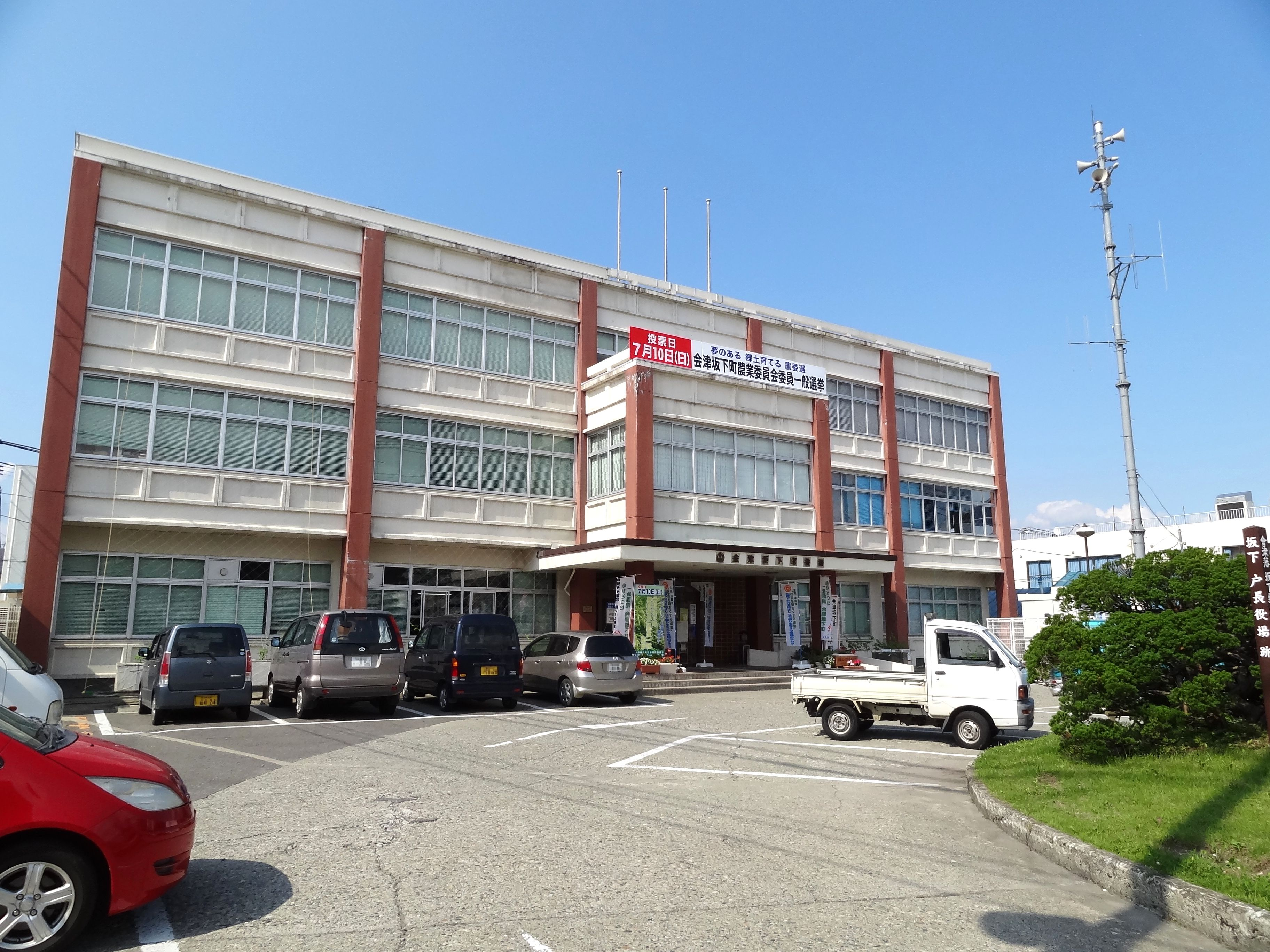
아이즈반게정 사무소

## 인구
| 연도 | 인구   | ±%     |
| ---- | ------ | ------ |
| 1960 | 25,867 | —      |
| 1970 | 21,720 | −16.0% |
| 1980 | 20,504 | −5.6%  |
| 1990 | 20,332 | −0.8%  |
| 2000 | 19,426 | −4.5%  |
| 2010 | 17,262 | −11.1% |

## 교통

### 철도
- 동일본 여객철도 다다미선

### 도로
- 반에쓰 자동차도
- 국도 49호선
- 국도 252호선(일본어판)

## 명소·유적지·관광명소·축제·행사
- 가메가모리·진슈모리 고분(국가 사적)
- 진가미네 성터(국가 사적)
- 가스가하치로 기념공원
- 스기야쿠시 이토자쿠라
- 게이류지(다테키 관음당)
- 호케이지(아이즈 전쟁에서 비극적인 최후를 맞이한 나카노 다케코가 묻혀 있음)
- 가미우치 야쿠시도
- 신키요미즈 하치만 신사(토우지 하치만 신사)
- 구 고가라시 가문 주택(국가 중요문화재)
- 아이즈 자연의 집
- 쓰지리 온천(영업 중지중)
- 우나이 온천(영업 중지중)

## 축제·행사
- 정월 대보따리 뽑기(1월, 약 5톤 무게의 쌀 가마니를 뽑는 전통 행사)

## 특산품
- 말고기 사시미
- 냉라멘
- 최고급 메밀소바(메밀 열매의 중심부에서만 채취한 메밀가루를 사용한 독자적인 스타일의 발상지)
- 일본술
  - 히로키(히로키 주조 본점)
  - 텐메이(아케보쿠보 주조)
  - 가쿠쥬로(도요코쿠니 주조)